# Сувенир: Часть 2
«Сувенир: Часть 2» (англ. The Souvenir Part II) — американо-британский драматический фильм, снятый режиссёром Джоанной Хогг, которая также выступила сценаристом и продюсером. Является сиквелом фильма «Сувенир», также снятого и написанного Хогг. В главных ролях — Онор Суинтон-Бирн, Тильда Суинтон, Чарли Хитон, Харрис Дикинсон и Джо Элвин. В качестве исполнительного продюсера выступил Мартин Скорсезе.

## В ролях
- Онор Суинтон-Бирн — Джули
- Тильда Суинтон — Розалинд
- Чарли Хитон — Джим Дэггер
- Харрис Дикинсон — Пит
- Джо Элвин — Макс
- Ричард Айоди — Патрик Ле Маж
- Ариана Лабед — Гаранс

## Производство
В мае 2017 года стало известно, что Онор Суинтон-Бирн, Роберт Паттисон, Тильда Суинтон, Ричард Айоди и Ариана Лабед присоединились к актёрскому составу, а Джоанна Хогг вновь выступит режиссёром и сценаристом фильма. Люк Шиллер, Эд Гвини, Роуз Гарнетт, Лиззи Франке, Эмма Нортон, Эндрю Лоу, Мартин Скорсезе и Эмма Тиллинджер Коскофф выступят продюсерами фильма через свои компании Element Pictures, BBC Films и Sikelia Productions.
В январе 2019 года A24 приобрела права на дистрибьюцию фильма. В июне 2019 года Роберт Паттинсон выбыл из проекта в связи с занятостью в другом проекте. В августе 2019 года Чарли Хитон, Харрис Дикинсон и Джо Элвин присоединились к актёрскому составу фильма
Съёмочный процесс начался 3 июня 2019 года и завершился в июле 2019 года.

## Релиз
В январе 2019 года A24 приобрела права на дистрибьюцию фильма в США, а в марте 2021 года Picturehouse Entertainment — в Великобритании. Премьера фильма состоялась на Каннском кинофестивале 2021 года, в США фильм вышел в октябре 2021 года.

## Восприятие
На сайте Rotten Tomatoes фильм имеет рейтинг 94 % основанный на 86 отзывах, со средней оценкой 8.3/10. На Metacritic средневзвешенная оценка составляет 89 из 100 на основе 31 рецензий.